# ムース川 (ブリティッシュコロンビア州)
ムース川（ムースがわ）はカナダのブリティッシュコロンビア州マウントロブソン州立公園内を流れる川。フレーザー川最上流部の支流。フレーザー川上のムース湖のすぐ上流でフレーザー川に合流する。
ムース川はムース峠の約1.7㎞南西の場所ではじまる。そこから南西に約6.4㎞流れ、カンピオン川との合流点で南に向きをかえる。南へ少し流れた後、南西に向きをかえて約13.5㎞流れると再び南向きに変わり約7.4㎞流れてレスプレンデント川と合流。そこからは南東へ約8.7㎞、次いで南西へ約2㎞流れ、その途中でイエローヘッドハイウェイと交差し、フレーザー川と合流する。
レインボウキャニオンはムース川下流にある長さ0.4㎞の峡谷。ここで、ムース川は約57m標高が下がる。